# Jean-Baptiste Boyer de Gris
Jean-Baptiste Boyer de Gris est un homme politique français né le 13 juin 1739 à Limoges (Haute-Vienne) et décédé le 24 avril 1804 au même lieu.
Médecin à Limoges, il est député suppléant du tiers état aux États généraux de 1789 pour la sénéchaussée de Limoges. Il est admis à siéger le 24 mars 1791.

## Sources
- « Jean-Baptiste Boyer de Gris », dans Adolphe Robert et Gaston Cougny, Dictionnaire des parlementaires français, Edgar Bourloton, 1889-1891 [détail de l’édition]